# Chironax melanocephalus
Chironax melanocephalus — вид рукокрилих, родини Криланових.

## Поширення та екологія
Країни поширення: Бруней-Даруссалам, Індонезія, Малайзія, Таїланд. Зустрічається в низовинних, пагорбових і гірських лісах. Сідала лаштує невеликими групами в деревовидних папоротях і в неглибоких печерах. Імовірно, не залежить від води. Зазвичай знаходиться на висотах вище 600 м над рівнем моря. 

## Морфологія
Морфометрія. Довжина голови й тіла: 65—70 мм, видимого хвіст рудиментарний, довжина передпліччя: 40—50 мм, вага: 12—17 грам.
Опис. Голова чорного, а спина від сіро-коричневого до червонувато-коричневого кольору, низ блідо-жовтувато-коричневий, крила не плямисті. Споріднений з Balionycteris і різниться характеристиками зубів, неплямистістю і меншими розмірами. 

## Загрози та охорона
Втрата середовища проживання є загрозою для цього виду, він, як правило, не зустрічається в порушеному лісі. Знищення лісів відбувається у всьому діапазоні для лісозаготівлі, сільського господарства і плантацій, а також в результаті пожеж. Вид мешкає в охоронних районах.